# Ole Bondo Christensen
Ole Bondo Christensen (født 23. december 1957 i Skive) er en dansk politiker, der fra 1. januar 2010 er borgmester i Furesø Kommune, valgt for Socialdemokraterne.
Christensen er uddannet cand.techn.soc. og har arbejdet som kontorchef.
Han blev medlem af Furesø Kommunalbestyrelse i 2006 og har fra 2006 til 2009 været Socialdemokraternes gruppeformand og medlem af økonomiudvalget, plan- og miljøudvalget samt Furesø Handicapråd.
Ole Bondo Christensen er bror til tidligere formand for Danmarks Lærerforening, Anders Bondo Christensen.